# Antennella confusa
Antennella confusa is een hydroïdpoliep uit de familie Halopterididae. De poliep komt uit het geslacht Antennella. Antennella confusa werd in 2001 voor het eerst wetenschappelijk beschreven door Ansin Agis, Ramil & Vervoort. 